# Løn
 For alternative betydninger, se Løn (flertydig). (Se også artikler, som begynder med Løn)
Løn er en betaling til en lønmodtager for lønarbejde. Løndannelsen er den proces, hvorved prisen på arbejdskraft, altså lønnen, bliver bestemt. Lønnen er en meget vigtig samfundsøkonomisk størrelse, idet lønningerne i et vestligt land typisk udgør mellem 70 og 75 % af den samlede (primære, dvs. eksklusive overførsler) indkomst. De resterende 25-30 % udgøres af kapitalindkomst mv. Lønnen er dermed normalt den vigtigste del af indkomsten for de erhvervsaktive. Samtidig udgør lønningerne også en af de vigtigste produktionsomkostninger for en typisk virksomhed. 
I Danmark og andre markedsøkonomiske lande er lønnen en pris, der fastsættes på et marked, nemlig arbejdsmarkedet. Den vil dermed i sidste ende afhænge af udbud og efterspørgsel på det pågældende arbejdsmarked, men arbejdsmarkedets indretning og dermed de forskellige institutionelle forhold på arbejdsmarkedet kan have stor betydning for, hvordan løndannelsen foregår. Institutionelle forhold dækker over de lovgivningsmæssige rammer, organiseringen af arbejdsmarkedets parter (fagforeninger og arbejdsgiverorganisationer), graden af markedsmagt hos henholdsvis udbyderne af (dvs. lønmodtagerne) og efterspørgerne efter (dvs. virksomhederne) arbejdskraften mv.

## Løndannelse i samfundsøkonomiske modeller
Indenfor arbejdsmarkedsøkonomisk forskning hænger løndannelsen tæt sammen med den måde, hele arbejdsmarkedet fungerer på, og dermed også med bestemmelsen af såvel beskæftigelsens som arbejdsløshedens størrelse. Arbejdsgivere vil typisk efterspørge (dvs. ansætte) arbejdskraft, så længe gevinsten ved at ansætte en ekstra arbejder overstiger omkostningen (som er lønomkostningen inklusive afledte udgifter som afgifter o.l.) ved ansættelsen. Samtidig vil en lønmodtager udbyde sin arbejdskraft, så længe gevinsten ved at arbejde (i form af den disponible realløn, dvs. reallønnen efter skat) overstiger ulempen ved at arbejde mere. Ulempen omfatter, at man har mindre fritid, jo mere man arbejder, og kan også bestå af transportudgifter og andre omkostninger forbundet med arbejdet.
Arbejdsmarkedsøkonomer arbejder typisk med fire forskellige hovedtyper af arbejdsmarkedsmodeller:
1. Modeller med markedsmagt på arbejdstager- og/eller arbejdsgiversiden. Fagforeninger giver eksempelvis lønmodtagersiden markedsmagt, mens arbejdsgiverorganisationer omvendt vil virke som et monopson, der trækker i retning af en lavere løn.
2. Effektivitetslønmodeller, hvor lønmodtagernes produktivitet stiger, hvis de får en højere løn.
3. Søgeteoretiske modeller, hvor både virksomheder og lønmodtagere har ufuldkommen information.
4. Modeller med lovfastsatte minimumslønninger.[1]

I alle fire typer modeller vil lønnen typisk ligge over det såkaldte markedsclearende niveau, dvs. der hvor udbud af og efterspørgsel efter arbejdskraft er lige store. Derfor vil der normalt være arbejdsløshed i disse modellers ligevægt, idet arbejdsløshed er et udtryk for, at udbuddet af arbejdskraft er større end efterspørgslen efter den.

## Faktorer, der påvirker lønnen
En arbejdsgiver vil typisk aldrig betale en ansat mere, end han vurderer, at arbejderen er værd for ham i form af værdien af den produktion, arbejderen skaber. Denne værdi, som den enkelte arbejder på en virksomhed skaber, kaldes marginalomsætningsproduktet. Det er lig med salgsværdien af arbejderens marginalprodukt, dvs. de ekstra produkter (varer eller tjenester), arbejderen fremstiller. Jo højere marginalprodukt, en arbejder skaber, jo mere værdifuld vil han være for virksomheden, og jo højere kan hans aflønning derfor også blive. Marginalproduktet kan afhænge af mange forskellige forhold, hvoraf nogle typisk vil afhænge af arbejderens egne forhold og beslutninger, og andre være udenfor hans kontrol. Flid, evner og uddannelsesniveau eller mere generelt humankapital spiller således en væsentlig rolle. Marginalproduktet vil også generelt afhænge af de maskiner og redskaber, en person har til rådighed, og af det teknologiske niveau. En sekretær kan præstere et højere marginalprodukt med en moderne bærbar computer end med en gåsefjer.
Et særligt fænomen er superstarfænomenet, der forklarer, hvorfor nogle personer, der anses for at være de fremmeste på et felt, kan tjene usædvanlig høje lønninger, også selvom de måske kun er en anelse bedre end de næstbedste på feltet. Det kan være skuespillere, sportspersonligheder eller højtlønnede direktører. På et marked, hvor der er en given mængde af sådanne personer, kan de indtjene en særlig knaphedsrente, der afhængigt af markedets størrelse kan blive overordentlig stor.
Diskrimination, enten fra arbejdsgiverens side eller indirekte fra forbrugernes eller myndighedernes side, kan også påvirke lønnen for nogle persongrupper.

## Konjunkturer og økonomisk vækst
Løndannelsen menes normalt at foregå ret trægt, dvs. lønningerne ændrer sig relativt sjældent. For mange personer ændrer lønniveauet ved årlige lønforhandlinger eller måske ved flerårige overenskomster. Til sammenligning ændrer priser på nogle forbrugsgoder (f.eks. benzin) sig op til flere gange dagligt. Denne træghed i løndannelsen har meget store samfundsøkonomiske konsekvenser, idet den menes at spille en hovedrolle i konjunkturbevægelser. Hvis lønningerne (dvs. prisen på arbejdskraft) ikke ændrer sig, når efterspørgslen i samfundet falder som følge af en negativ begivenhed, vil den lavere efterspørgsel slå ud i lavere beskæftigelse i stedet for, og så stiger ledigheden. Når samfundet bevæger sig ind i en lavkonjunktur med stigende ledighed, vil dette dog efterhånden også slå igennem i lønningerne, så lønstigningerne vil være relativt lave, når der er lavkonjunktur. Omvendt vil først beskæftigelsen og senere også efterhånden lønningerne stige relativt hurtigt, når økonomien befinder sig i en højkonjunktur. Konjunktursituationen har derfor stor betydning for lønstigningstakten og omvendt. 
I det lange løb menes lønningerne først og fremmest at blive påvirket af produktiviteten i samfundet. Økonomisk vækst som følge af produktivitetsstigninger forårsaget af teknologiske fremskridt forventes at slå igennem på lønningerne, så de stiger omtrent i takt med produktivitetsvæksten.